# فتح طوس (130 هـ)
فتح طوس (130 هـ - 748م) هي معركة بين قادة الدعوة العباسية ضد والي خراسان في الدولة الأموية نصر بن سيار الكناني.
لما قُتل شيبان الخارجي وابنا الكرماني وهرب نصر بن سيار من مرو وغلب أبو مسلم على خراسان بعث العمال على البلاد فاستعمل سباع بن النعمان الأزدي على سمرقند، وأبا داود خالد بن إبراهيم على طخارستان، ومحمد بن الأشعث على الطبسين، وجعل مالك بن الهيثم على شرطه ووجه قحطبة إلى طوس ومعه عدة من القواد منهم أبو عون عبد الملك بن يزيد وخالد بن برمك وعثمان بن نهيك وخازم بن خزيمة وغيرهم فلقي قحطبة بن بطوس فهزمهم .